# シュルティ・ハーサン
シュルティ・ハーサン（Shruti Haasan、1986年1月28日 - ）は、インドのテルグ語映画、タミル語映画、ヒンディー語映画で活動する女優、プレイバックシンガー。また、雑誌の表紙モデルとしても活動しており、ラクメ・ファッション・ウィークにも参加している。フィルムフェア賞 南インド映画部門、南インド国際映画賞受賞者で、2015年と2016年にはフォーブス・インディアの「セレブリティ100」に選出されている。

## 生い立ち

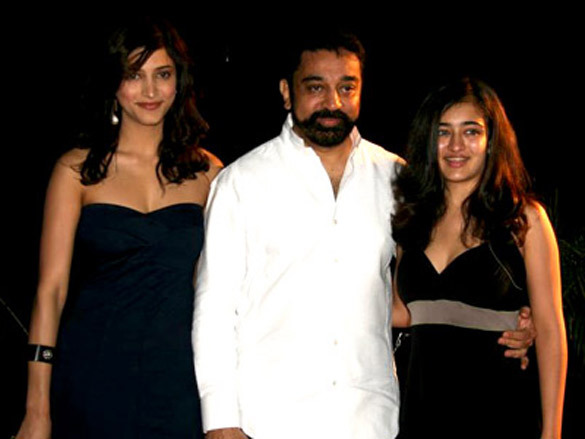
カマル・ハーサンとシュルティ、アクシャラ姉妹（2010年）

1986年1月26日、カマル・ハーサンとサーリカーの娘としてマドラス（現：チェンナイ）に生まれる。父カマルはタミル人バラモンのアイエンガルで、母サーリカーはマラーターの父とラージプートの母の間に生まれた娘だった。両親はシュルティが1歳の時に結婚し、2004年に離婚している。妹のアクシャラ・ハーサンは女優、伯父チャールハーサンは俳優・弁護士、同じく伯父チャンドラハーサンは映画プロデューサーをしており、従姉妹にはスハーシニ・マニラトナムとアヌー・ハーサンがいる。ロンドンで活動するイタリア系俳優のマイケル・コルセールと交際していたが2019年に破局が報じられ、2020年からはヴィジュアルアーティストのサンタヌ・ハザリカと交際している。
シュルティはチェンナイのレディ・アンダル・ヴェンカタスッバ・ラーオ高等学校を卒業後、ムンバイのセント・アンドリュー大学に進学して心理学の学位を取得した。大学卒業後は映画・音楽に関心を示し、アメリカ合衆国カリフォルニア州のミュージシャンズ・インスティチュートに留学して音楽を学び、チェンナイに帰郷した。

## キャリア

### 女優

#### 2009年 - 2011年

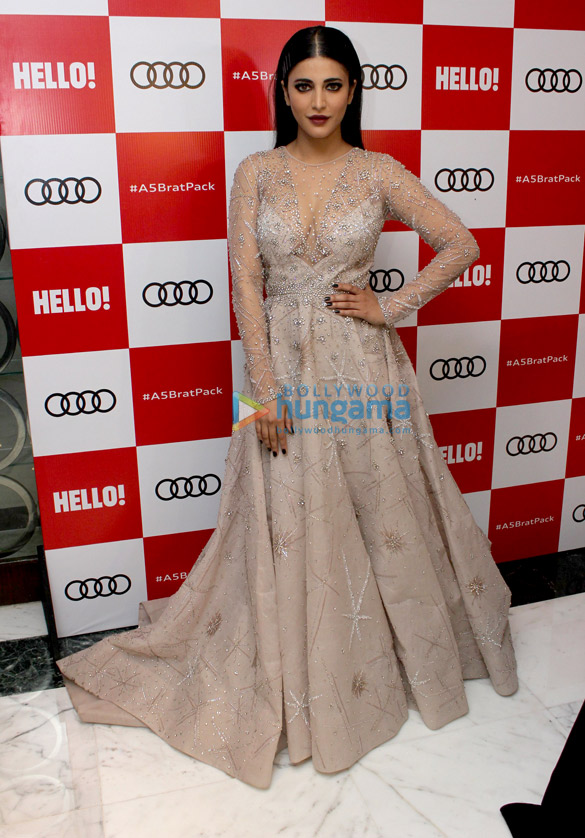
シュルティ・ハーサン（2010年）

2000年に父カマル・ハーサンが監督した『ヘー・ラーム』に子役出演し、ヴァッラブバーイー・パテールの娘役を演じている。その後、ヴェンカット・プラブの『Saroja』など大作映画へのオファーがきたものの辞退しており、2007年には「ニシカント・カマトが2008年に製作するR・マーダヴァン主演の映画で女優デビューする」と報じられた。この映画は『Endrendrum Punnagai』のタイトルが付けられていたが、製作開始前に企画は頓挫している。
2008年7月、ソーハム・シャーの『Luck』に出演することが決まり、1年間撮影に参加した。同作の主演でシュルティの幼馴染みであるイムラーン・カーンがソーハム・シャーに彼女を推薦し、脚本を読んだシュルティは出演を承諾して一人二役を演じることになった。映画ではアクションシーンの撮影があり、役作りのためにトレーニングを積んでいる。『Luck』は2009年7月に公開されたが、興行収入は振るわず、批評家からも酷評されており、シュルティについては「彼女にはもっと素晴らしいスタートを切れる作品があったはずだ」という声が挙がった。また、ラジーヴ・マサンドは「感情を感じさせない表情で台詞を言っている」と彼女の演技を批判し、『ザ・タイムズ・オブ・インディア』からは「彼女の演技は合成のようで、まるで印象に残らない」と酷評された。
2011年1月、プラカーシュ・コヴェラムディの『Once Upon a Warrior』でテルグ語映画デビューし、シッダールトと共演した。同作はウォルト・ディズニー・ピクチャーズと共同製作で、シュルティは魔術を扱えるジプシー役を演じている。公開後は批評家から好意的に評価され、シュルティの演技も高い評価を得ており、『Sify』からは「シュルティは非常に魅力的で、スクリーンの中で素晴らしい存在感を放っている」、『Rediff.com』からは「外見が美しく、神秘的なオーラをまとっている」とそれぞれ批評されている。マドゥール・マンダルカルの『Dil Toh Baccha Hai Ji』で2作目のヒンディー語映画出演を果たし、イムラーン・ハーシュミー、アジャイ・デーヴガン、シャザーン・パダムシーと共演した。シュルティは元ミス・インディアの連れ子ニッキー役を演じ、母と共にハーシュミー演じる青年に想いを寄せられる役柄となっている。彼女の演技は「嘘っぽくて、ただガッカリさせられる」と酷評されたものの、映画自体は興行的に成功を収めている。
2010年中旬、A・R・ムルガダースの『7aum Arivu』でスーリヤのパートナー役を演じることが決まり、6月から撮影に参加した。シュルティは達磨の遺伝子を現代に復活させようとする女性学者役を演じ、批評家から好意的な評価を受けた。映画は2011年10月に公開され評価は混合的な内容となったが、興行的な成功を収めている。『ザ・ヒンドゥー』は彼女の役柄について「タミル語映画において、このような役柄の女性キャラクターが登場することはほとんどない」と評価し、シュルティの演技については「魅力的なのは確かだが、もっと自発的に行動し、タミル語のアクセントを磨く必要がある」と批評している。テルグ語映画『Oh My Friend』ではシッダールト、ハンシカ・モトワニ、ナヴディープと共演し、役作りのためにクチプディを学んでいる。映画の評価は平均的で、「どこかで観た映画のような感覚を呼び起こす」と批評され、キャストの演技については「シッダールトは恋人を失っても友人のシュルティを失いたくないというプラトニック・フレンドの役を見事に演じた。シュルティも同じ信念を持っている」と批評している。

#### 2012年 - 2019年
アイシュワリヤー・ダヌシュの監督デビュー作『3』で彼女の夫ダヌシュと共演したシュルティは、同作への出演で女優キャリアの転機を迎えた。アイシュワリヤーによると、『3』の脚本はシュルティの起用を前提に執筆したが、スケジュールの都合でアマラー・ポールを起用して撮影を始めたという。しかし、シュルティが出演可能になったことで、『3』は「タミル語映画の2大スター俳優カマル・ハーサンとラジニカーントの娘がタッグを組んだ映画」として公開前から注目を集め、挿入歌の「Why This Kolaveri Di」もヒットを記録した。2012年3月に公開された『3』は好意的に評価されたものの、興行収入は平均的な結果に終わっている。ヒンディー語映画『ダバング 大胆不敵』をリメイクしたハリシュ・シャンカルの『Gabbar Singh』ではパワン・カリヤーンと共演し、オリジナル版でソーナークシー・シンハーが演じたラジョ役に相当するバーギャラクシュミー役を演じた。同作は興行的に大きな成功を収め、シュルティは映画界から注目を集めて出演依頼が数多く来るようになった。批評家からも演技を絶賛され、「役柄を正しく理解して演じている」「目立つ活躍はなかったが、映画に足跡を残していった」と批評されている。
2013年に『Balupu』でラヴィ・テージャと共演し、興行収入は「スーパー・ヒット」を記録した。シュルティの演技は好意的な評価を受け、「その美しさと活発さで、映画に楽しさを与えている」と批評されている。その後はプラブデーヴァーの『ラームが村にやってくる』、ニキル・アドヴァーニーの『D-Day』の2本のヒンディー語映画に出演した。『D-Day』ではインド陸軍将校と関係を持つパキスタン人娼婦役を演じ、歌手の一人として「Alvida」に参加している。『Rediff.com』のパロミ・シャルマは「妖艶なオーラを放つ彼女は、カラチの娼婦として完璧だった」と批評している。また、テルグ語映画『Ramayya Vasthavayya』ではN・T・ラーマ・ラオ・ジュニアと共演し、映画は平均的な評価に終わっている。
2014年には『ザ・フェイス』でラーム・チャランと共演し、興行的に大きな成功を収めた。『Race Gurram』ではアッル・アルジュンと共演し、ブロックバスターを記録した。これらの映画でのシュルティの演技は高く評価され、「彼女は役になり切っており、グラマラスに見える」と批評されている。また、ヴィシャールと共演した『Poojai』、マヘーシュ・バーブやタマンナー・バティアと共演した『Aagadu』ではキャリアで初となるアイテム・ナンバーも務めている。2015年には『Tevar』でアルジュン・カプール、ソーナークシー・シンハーと共演し、再びアイテム・ナンバーを務めた。その後、『ガッバル再び』ではアクシャイ・クマール、『Srimanthudu』ではマヘーシュ・バーブ、『Welcome Back』ではアニル・カプール、ナーナー・パテーカル、ジョン・エイブラハム、『Puli』ではヴィジャイ、『Vedalam』ではアジット・クマールとそれぞれ共演している。
2016年には『ロッキーハンサム』で再びジョン・エイブラハムと共演し、『Premam』ではナーガ・チャイタニヤと共演した。また、スンダル・Cが監督する『Sangamithra』で戦士役を演じることが決まったが、スケジュールの都合で出演を辞退している。2017年には『Katamarayudu』でパワン・カリヤーン、『Si3』でスーリヤと二度目の共演を果たし、『Behen Hogi Teri』ではラージクマール・ラーオと共演した。同年には『パーティで女の子に話しかけるには』のプレミア上映に招待され、第70回カンヌ国際映画祭に出席している。2018年に『Hello Sago』でタミル語圏でテレビデビューを果たし、2019年には『トレッドストーン』に出演してアメリカデビューを果たした。

#### 2020年 - 現在
シュルティは映画での活動を3年間休止した後、2020年に短編映画『Devi』で復帰し、レイプ被害を受けた9人の女性の一人を演じた。『ヒンドゥスタン・タイムズ』は彼女の演技について「シュルティ・ハーサンは口数の少ないグラマーな歌姫だ。そして、彼女とカジョール、ネーハー・ドゥピアの3人が女性グループを牽引している」と批評している。その後、『ヤーラ』でヴィドゥユト・ジャームワールと共演し、アンソロジー映画『Putham Pudhu Kaalai』では従兄弟スハーシニ・マニラトナムが手掛けた『Coffee, anyone?』に出演している。2021年には『Krack』でラヴィ・テージャと共演し、マヘーシュ・マーンジュレーカルの『The Power』では再びヴィドゥユト・ジャームワールと共演している。同年はこのほかに『Vakeel Saab』『情熱のアンソロジー』『Laabam』に出演している。2022年には『Bestseller』でヒンディー語圏のウェブシリーズに初出演し、『ザ・タイムズ・オブ・インディア』は彼女の演技について「シュルティ・ハーサンはカメラの前で違和感に直面した後、ペースを取り戻して見事な演技を見せた」と批評している。2023年は『Veera Simha Reddy』でナンダムーリ・バーラクリシュナと共演したが、『ザ・タイムズ・オブ・インディア』からは「単なる踊り子に成り下がってしまった」と批評された。続いて出演したチランジーヴィ主演の『Waltair Veerayya』ではRAWエージェント役を演じ、『シネマ・エクスプレス』のラーム・ヴェンカット・シュリーカルからは「シュルティは驚きに満ちた素晴らしい役柄を手に入れたようだ」と称賛され、両作とも興行的な成功を収めている。『SALAAR/サラール』ではプラバースと共演し、『ザ・タイムズ・オブ・インディア』からは「アディヤ役を演じたシュルティ・ハーサンは見事にバランスを維持して見せたが、それは前半パートと後半パートのいくつかのシーンに限られたものだった」と批評されたが、こちらも興行的な成功を収めている。

### プレイバックシンガー

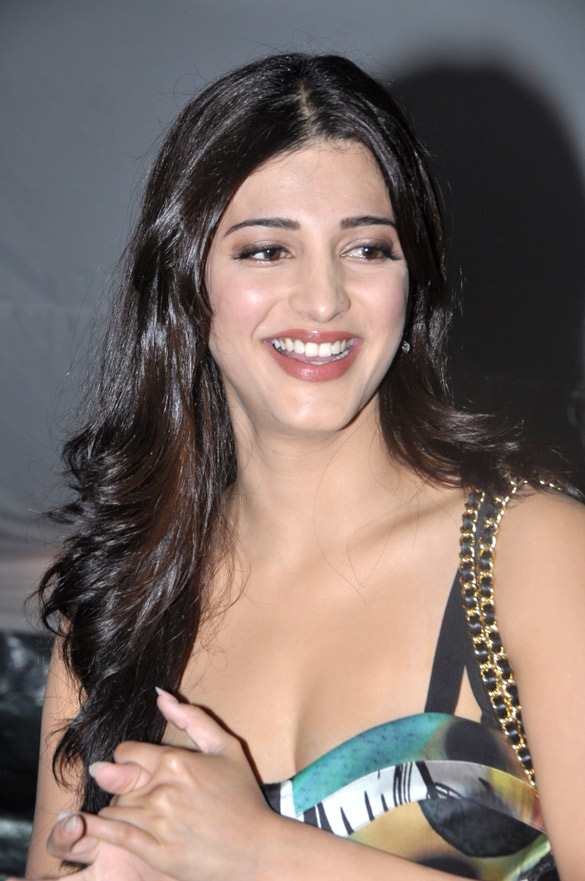
シュルティ・ハーサン（2012年）

シュルティはプレイバックシンガーとしても活動しており、1992年に父カマル・ハーサンが監督した『Thevar Magan』でイライヤラージャーが作曲した「Potri Paadadi Ponne」で初めて歌手を務めた。その後、在学中の1997年に父が監督したヒンディー語映画『Chachi 420』で歌手デビューし、『ヘー・ラーム』では主題歌「Ram Ram」（タミル語版）、「Hey! Ram」（ヒンディー語版）で歌手を務めている。イライヤラージャーの楽曲は絶賛されており、スクリーン・インディアはシュルティの歌唱力について、「歌手としての素晴らしい素質を持っており、訓練を積めば大成するだろう」と評価している。
2002年に『En Mana Vaanil』の「Roatoram」でK・J・イエースダースとデュエットし、『Vaaranam Aayiram』では「Adiye Kolluthe」に歌手として参加している。また、ヒンディー語映画では『Luck』の「Aazma」、『D-Day』の「Alvida」、『Tevar』の「Joganiyan」を歌っている。2009年に父カマル・ハーサンが監督した『Unnaipol Oruvan』で音楽監督デビューし、エジソン賞 音楽監督賞を受賞した。2010年に『スピーシー・オブ・コブラ』でデーヴ・クシュナーとデュエットし、クシュナーは作曲、シュルティは作詞・歌手を務め、彼女はミュージックビデオにも出演している。同年にはテルグ語映画『Aagadu』の「Junction Lo」に歌手として参加した。また、ロックバンド「The Extramentals」のヴォーカリストとしても活動しており、2020年にはロンドンで「Edge」をリリースしている。この他に映画賞授賞式やイベントで演奏することもあり、ロンドンで音楽ライブを開催したこともある。
『3』の「Kannazhaga Kaalazhaga」、『Puli』の「Yendi Yendi」でフィルムフェア賞 タミル語映画部門女性プレイバックシンガー賞にノミネートされ、『Aagadu』の「Junction Lo」でフィルムフェア賞 テルグ語映画部門女性プレイバックシンガー賞にノミネートされている。

## 社会活動
シュルティは社会活動にも関わっており、女性のエンパワーメント促進に取り組むNGO団体「RPG財団」と交流を重ねている。2014年に発生したジャンムー・カシミール州の洪水被害の救済のため、ジュリオ・リベイロのキャンペーンに賛同し、多額の寄付をしている。また、サーキュラー・ファッション普及のためのオンライン衣服販売も行っており、2019年にはバーイ・ジャルバーイー・ワディア病院小児科の子供たちへの資金支援を目的とした絵画展に参加している。
2014年にAIDS啓発を目的としたデジタル・キャンペーン「ティーチAIDS」に参加し。また、WWFインディアのブランド大使を務めているほか、メンタルヘルス、映画・メディアにおける女性、ファッションにおける持続可能性など様々な社会問題に関するオンラインセッションを主催している。

## フィルモグラフィー

### 映画
| 年   | 作品名                 | 役名                             | 言語         | 備考                          | 出典            |
| ---- | ---------------------- | -------------------------------- | ------------ | ----------------------------- | --------------- |
| 2000 | ヘー・ラーム           | ヴァッラブバーイー・パテールの娘 | タミル語     | 子役出演                      | [ 99 ]          |
| 2000 | ヘー・ラーム           | ヴァッラブバーイー・パテールの娘 | ヒンディー語 | 子役出演                      | [ 99 ]          |
| 2009 | Luck                   | アイーシャ、ナターシャ           | ヒンディー語 |                               | [ 100 ]         |
| 2011 | Anaganaga O Dheerudu   | プリヤー                         | テルグ語     |                               | [ 101 ]         |
| 2011 | Dil Toh Baccha Hai Ji  | ニッキー・ナラング               | ヒンディー語 |                               | [ 102 ]         |
| 2011 | 7aum Arivu             | スバー・シュリニヴァサン         | タミル語     |                               | [ 103 ]         |
| 2011 | Oh My Friend           | シリ                             | テルグ語     |                               | [ 104 ]         |
| 2012 | 3                      | ジャーナニ・ラーマチャンドラン   | タミル語     |                               | [ 105 ]         |
| 2012 | Gabbar Singh           | バーギャラクシュミー             | テルグ語     |                               | [ 106 ]         |
| 2013 | Balupu                 | シュルティ                       | テルグ語     |                               | [ 107 ]         |
| 2013 | ラームが村にやってくる | ソーナー                         | ヒンディー語 |                               | [ 108 ]         |
| 2013 | D-Day                  | スライヤ                         | ヒンディー語 |                               | [ 109 ]         |
| 2013 | Ramayya Vasthavayya    | アムル                           | テルグ語     |                               | [ 110 ] [ 111 ] |
| 2014 | ザ・フェイス           | マンジュ                         | テルグ語     |                               | [ 112 ]         |
| 2014 | Race Gurram            | スパンダナ                       | テルグ語     |                               | [ 113 ]         |
| 2014 | Aagadu                 | ダンサー                         | テルグ語     | 「Junction Lo」歌曲シーン出演 | [ 114 ]         |
| 2014 | Poojai                 | ディヴィヤー                     | タミル語     |                               | [ 115 ]         |
| 2015 | Tevar                  |                                  | ヒンディー語 | 「Madamiyan」歌曲シーン出演   | [ 116 ]         |
| 2015 | ガッバル再び           | シュルティ                       | ヒンディー語 |                               | [ 117 ]         |
| 2015 | Srimanthudu            | チャルシーラ                     | テルグ語     |                               | [ 118 ]         |
| 2015 | Welcome Back           | ラーンジャナー                   | ヒンディー語 |                               | [ 119 ]         |
| 2015 | Puli                   | パヴァザマッリ                   | タミル語     |                               | [ 120 ]         |
| 2015 | Vedalam                | シュウェータ                     | タミル語     |                               | [ 121 ]         |
| 2016 | ロッキーハンサム       | ルクシーダ                       | ヒンディー語 |                               | [ 122 ]         |
| 2016 | Premam                 | シーターラ                       | テルグ語     |                               | [ 123 ]         |
| 2017 | Singam 3               | ヴィディヤー（アグニ）           | タミル語     |                               | [ 124 ]         |
| 2017 | Katamarayudu           | アヴァンティカ                   | テルグ語     |                               | [ 125 ]         |
| 2017 | Behen Hogi Teri        | ビニー                           | ヒンディー語 |                               | [ 126 ]         |
| 2019 | アナと雪の女王2        | エルサ                           | 英語         | タミル語吹替版                | [ 127 ]         |
| 2020 | ヤーラ                 | スカニヤ                         | ヒンディー語 |                               | [ 128 ]         |
| 2020 | Putham Pudhu Kaalai    | ラムヤ                           | タミル語     |                               | [ 129 ]         |
| 2020 | Devi                   | マヤ                             | ヒンディー語 | 短編映画                      | [ 130 ]         |
| 2021 | Krack                  | カリヤーニ                       | テルグ語     |                               | [ 131 ]         |
| 2021 | The Power              | パリ                             | ヒンディー語 |                               | [ 132 ]         |
| 2021 | 情熱のアンソロジー     | ディヴィヤー                     | テルグ語     |                               | [ 133 ]         |
| 2021 | Vakeel Saab            | アムリタ・コニデラ               | テルグ語     |                               | [ 134 ]         |
| 2021 | Laabam                 | クララ                           | タミル語     |                               | [ 135 ]         |
| 2023 | Veera Simha Reddy      | イーシャ                         | テルグ語     |                               | [ 136 ]         |
| 2023 | Waltair Veerayya       | アティディ                       | テルグ語     |                               | [ 137 ]         |
| 2023 | The Eye                | ディアナ                         | 英語         |                               | [ 138 ]         |
| 2023 | Hi Nanna               | モデル                           | テルグ語     | 「Odiyamma」歌曲シーン出演    | [ 139 ]         |
| 2023 | SALAAR/サラール        | アディヤ・クリシュナカント       | テルグ語     |                               | [ 140 ]         |

### テレビシリーズ
| 年   | 作品名           | 役名                                        | 言語         | 備考       | 出典    |
| ---- | ---------------- | ------------------------------------------- | ------------ | ---------- | ------- |
| 2018 | Hello Sago       | 司会                                        | タミル語     |            | [ 141 ] |
| 2019 | トレッドストーン | ニラ・パテル                                | 英語         | 複数回出演 | [ 142 ] |
| 2022 | Best Seller      | ミートゥ・マトゥール / アディヤ・ジャイシン | ヒンディー語 |            | [ 143 ] |

## ディスコグラフィー
| 年   | 作品名                      | 曲名                              | 作曲家                               | 出典    |
| ---- | --------------------------- | --------------------------------- | ------------------------------------ | ------- |
| 1992 | Thevar Magan                | "Potri Paadadi Ponne"             | イライヤラージャー                   | [ 144 ] |
| 1997 | Chachi 420                  | "Chupadi Chupadi Chaachi"         | ヴィシャール・バルドワージ           |         |
| 2000 | ヘー・ラーム                | "Ram Ram Hey Ram"                 | イライヤラージャー                   |         |
| 2002 | En Mana Vaanil              | "Roattorap Paattuch Chaththam"    | イライヤラージャー                   |         |
| 2008 | Vaaranam Aayiram            | "Adiye Kolluthe"                  | ハリス・ジャヤラージ                 |         |
| 2009 | Luck                        | "Aazma (Luck Is The Key)"         | サリーム＝スレイマン                 |         |
| 2009 | Unnaipol Oruvan             | "Allah Jaane"                     | シュルティ・ハーサン                 |         |
| 2009 | Unnaipol Oruvan             | "Unnaipol Oruvan"                 | シュルティ・ハーサン                 |         |
| 2009 | Unnaipol Oruvan             | "Vaanam Ellai"                    | シュルティ・ハーサン                 |         |
| 2009 | Eenadu                      | "Allah Jaane"                     | シュルティ・ハーサン                 |         |
| 2009 | Eenadu                      | "Eenadu"                          | シュルティ・ハーサン                 |         |
| 2009 | Eenadu                      | "Ningi Haddu"                     | シュルティ・ハーサン                 |         |
| 2010 | —                           | "Semmozhiyaana Thamizh Mozhiyaam" | A・R・ラフマーン                     |         |
| 2010 | Prithvi（カンナダ語）       | "Nenapidu Nenapidu"               | マニカーント・カドリ                 |         |
| 2010 | スピーシー・オブ・コブラ    | "Beyond The Snake"                | デーヴ・クシュナー                   |         |
| 2011 | Udhayan                     | "Evan Ivan"                       | マニカーント・カドリ                 |         |
| 2011 | 7aum Arivu                  | "Yellae Lama"                     | ハリス・ジャヤラージ                 |         |
| 2011 | Oh My Friend                | "Sri Chaitanya Junior College"    | R・アニル                            |         |
| 2011 | Muppozhudhum Un Karpanaigal | "Sokkupodi"                       | G・V・プラカーシュ・クマール         |         |
| 2012 | 3                           | "Kannazhaga Kaalazhaga"           | アニルド・ラヴィチャンダル           |         |
| 2012 | 3（ヒンディー語）           | "Tan Ye Mera"                     | アニルド・ラヴィチャンダル           |         |
| 2012 | 3（テルグ語）               | "Kannulada"                       | アニルド・ラヴィチャンダル           |         |
| 2013 | D-Day                       | "Alvida"                          | シャンカル＝イフサーン＝ロイ         |         |
| 2014 | Yennamo Yedho               | "Shut Up Your Mouth"              | D・イマーン                          |         |
| 2014 | Race Gurram                 | "Down Down"                       | タマン・S                            |         |
| 2014 | Aagadu                      | "Junction Lo"                     | タマン・S                            |         |
| 2014 | Maan Karate                 | "Un Vizhigalil"                   | アニルド・ラヴィチャンダル           |         |
| 2015 | Tevar                       | "Joganiyan"                       | サジード＝ワジード                   |         |
| 2015 | Shamitabh                   | "Stereophonic Sannata"            | イライヤラージャー                   |         |
| 2015 | Puli                        | "Yaendi Yaendi"                   | デーヴィ・シュリー・プラサード       |         |
| 2015 | Vedalam                     | "Don't You Mess With Me"          | アニルド・ラヴィチャンダル           |         |
| 2016 | Idhu Namma Aalu             | "King Kong"                       | クラーララーサン                     |         |
| 2019 | LKG                         | "Dappava Kizhichaan"              | レオン・ジェームズ                   |         |
| 2019 | Khamoshi                    | "Khamoshi title track"            | ジースト                             |         |
| 2019 | Kadaram Kondan              | "Kadaram Kondan"                  | ギブラン                             |         |
| 2021 | Music Video                 | "Hum Hindustani"                  | ディルシャード・シャビル・シャーイク | [ 145 ] |

## 評価

### 人物評

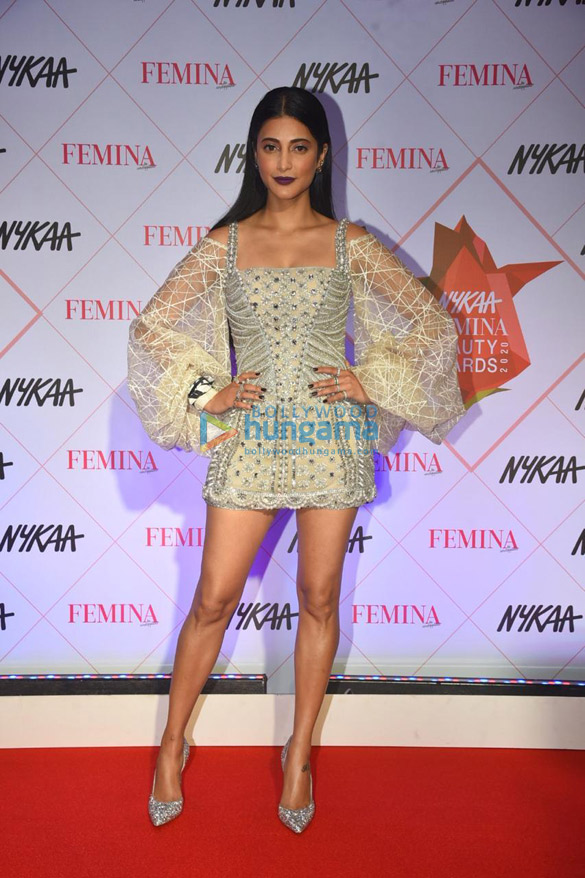
第6回ニカー・フェミア・ビューティー・アワードに出席するシュルティ・ハーサン（2020年）

シュルティはテルグ語映画界で最も人気のある女優の一人と認識されており、複数のメディアによると南インド映画界の最も出演料の高額な女優の一人とされている。また、『フォーブス・インディア』の「セレブリティ100」にも選出されており、2015年には第61位（推定年収8000万ルピー）、2016年には第46位（推定年収6900万ルピー）にランクインしている。
デビュー作の『Once Upon a Warrior』『7aum Arivu』では「将来を約束された女優」と評価され、『3』で女優キャリアの転機を迎えた。その後は『Oh My Friend』『Race Gurram』『Srimanthudu』『Premam』『Si3』などテルグ語映画・タミル語映画の大作映画に数多く出演し、演技を高く評価されている。また、複数の俳優と何度も共演することも多く、パワン・カリヤーン、スーリヤ、ラヴィ・テージャ、シッダールトとは2本以上の作品で共演しており、シュルティが出演した作品はヒット作となることから、彼ら主演俳優にとっての「幸運の女神」と評されている。
シュルティについて、『ザ・ヒンドゥー』のスレーシュ・クリシュナムールティは「地に足がつき、あまり上手くはないテルグ語を眩しい笑顔で隠している」、『ガルフ・ニュース』のマンジュシャ・ラーダクリシュナンは「ハーサンはセレブリティのスター性を深刻に捉えていない稀有なタレント」、『GQインディア』は「女優として素晴らしい才能を持ち、歌唱力もルックスも抜群」、『ヴェルヴ』は「多面的なアーティスト」とそれぞれ評価している。また、『Rediff.com』の「トップ・タミル女優2012」「最も話題の南インド女優」の一人に選ばれ、2021年には『フォーブス・インディア』の「Instagramを通して最も影響力を持つ南インド映画のスター」で第24位にランクインしている。
『ハイデラバード・タイムズ』や『チェンナイ・タイムズ』の「魅力的な女性」に何度も選ばれており、2013年と2020年に『ハイデラバード・タイムズ』、2013年に『チェンナイ・タイムズ』にそれぞれ選ばれた。また、複数の企業やブランドのエンドーサーにもなっており、主な企業にはロイド、Emami Navratna cool talc、フォッシル・グループ、フィリップス、パークシャー、エシロールがある。

### 受賞歴
| 年                                       | 部門                                           | 作品                                        | 結果                              | 出典                              |
| フィルムフェア賞 南インド映画部門        | フィルムフェア賞 南インド映画部門              | フィルムフェア賞 南インド映画部門           | フィルムフェア賞 南インド映画部門 | フィルムフェア賞 南インド映画部門 |
| ---------------------------------------- | ---------------------------------------------- | ------------------------------------------- | --------------------------------- | --------------------------------- |
| 2012年                                   | 南インド映画部門新人女優賞                     | - 『7aum Arivu』 - 『Anaganaga O Dheerudu』 | 受賞                              | [ 172 ]                           |
| 2012年                                   | タミル語映画部門主演女優賞                     | 『7aum Arivu』                              | ノミネート                        | [ 172 ]                           |
| 2013年                                   | タミル語映画部門主演女優賞                     | 『3』                                       | ノミネート                        | [ 173 ]                           |
| 2013年                                   | タミル語映画部門女性プレイバックシンガー賞     | - 『3』 - 「Kannazhagaa」                   | ノミネート                        | [ 173 ]                           |
| 2015年                                   | テルグ語映画部門主演女優賞                     | 『Race Gurram』                             | 受賞                              | [ 174 ]                           |
| 2015年                                   | テルグ語映画部門女性プレイバックシンガー賞     | - 『Aagadu』 - 「Junction Lo」              | ノミネート                        | [ 174 ]                           |
| 2016年                                   | テルグ語映画部門主演女優賞                     | 『Srimanthudu』                             | ノミネート                        | [ 175 ]                           |
| 2016年                                   | テルグ語映画部門女性プレイバックシンガー賞     | - 『Puli』 - 「Yeandi Yeandi」              | ノミネート                        | [ 175 ]                           |
| 南インド国際映画賞                       |                                                |                                             |                                   |                                   |
| 2012年                                   | テルグ語映画部門新人女優賞                     | 『Anaganaga O Dheerudu』                    | 受賞                              | [ 176 ]                           |
| 2012年                                   | タミル語映画部門新人女優賞                     | 『7aum Arivu』                              | ノミネート                        | [ 176 ]                           |
| 2013年                                   | タミル語映画部門主演女優賞                     | 『3』                                       | ノミネート                        | [ 177 ]                           |
| 2013年                                   | テルグ語映画部門主演女優賞                     | 『Gabbar Singh』                            | 受賞                              | [ 177 ]                           |
| 2013年                                   | 南インド映画部門スタイリッシュ女優賞           | N/A                                         | 受賞                              | [ 177 ]                           |
| 2014年                                   | テルグ語映画部門主演女優賞                     | 『Balupu』                                  | ノミネート                        | [ 178 ]                           |
| 2015年                                   | テルグ語映画部門主演女優賞                     | 『Race Gurram』                             | 受賞                              | [ 179 ]                           |
| 2016年                                   | テルグ語映画部門主演女優賞                     | 『Srimanthudu』                             | 受賞                              | [ 180 ]                           |
| 2022年                                   | テルグ語映画部門主演女優賞                     | 『Krack』                                   | ノミネート                        | [ 181 ]                           |
| 2024年                                   | テルグ語映画部門主演女優賞                     | 『Veera Simha Reddy』                       | ノミネート                        | [ 182 ] [ 183 ]                   |
| 2024年                                   | テルグ語映画部門エンターテイナー賞             | N/A                                         | 受賞                              | [ 182 ] [ 183 ]                   |
| 国際インド映画アカデミー賞               |                                                |                                             |                                   |                                   |
| 2014年                                   | 助演女優賞                                     | 『D-Day』                                   | ノミネート                        | [ 184 ]                           |
| IIFAウトサヴァム                         |                                                |                                             |                                   |                                   |
| 2016年                                   | テルグ語映画部門主演女優賞                     | 『Srimanthudu』                             | 受賞                              | [ 185 ]                           |
| 2024年                                   | テルグ語映画部門女性プレイバックシンガー賞     | - 『Hi Nanna』 - 「Odiyamma」               | ノミネート                        | [ 186 ]                           |
| ヴィジャイ・アワード                     |                                                |                                             |                                   |                                   |
| 2012年                                   | 新人女優賞                                     | 『7aum Arivu』                              | ノミネート                        | [ 187 ]                           |
| 2013年                                   | フェイバリット女優賞                           | 『3』                                       | ノミネート                        | [ 188 ]                           |
| 2013年                                   | 主演女優賞                                     | 『3』                                       | ノミネート                        | [ 188 ]                           |
| 2015年                                   | フェイバリット女優賞                           | 『Poojai』                                  | ノミネート                        | [ 189 ]                           |
| エジソン賞                               |                                                |                                             |                                   |                                   |
| 2010年                                   | 音楽監督賞                                     | 『Unnaipol Oruvan』                         | 受賞                              |                                   |
| スターダスト・アワード                   |                                                |                                             |                                   |                                   |
| 2010年                                   | 有望女優賞                                     | 『Luck』                                    | ノミネート                        | [ 190 ]                           |
| CineMAA賞                                |                                                |                                             |                                   |                                   |
| 2012年                                   | 新人女優賞                                     | 『Anaganaga O Dheerudu』                    | 受賞                              | [ 191 ]                           |
| ジー・アプサナ・アワード                 |                                                |                                             |                                   |                                   |
| 2016年                                   | ヒロイン賞                                     | 『Srimanthudu』                             | ノミネート                        | [ 192 ]                           |
| 2016年                                   | エンターテイナー・オブ・ザ・イヤー             | N/A                                         | ノミネート                        | [ 192 ]                           |
| 2018年                                   | アイコニック・アクトレス・オブ・ザ・ディケイド | N/A                                         | 受賞                              | [ 193 ]                           |
| インディアン・アーカイヴァーズ・アワード |                                                |                                             |                                   |                                   |
| 2023年                                   | Power Corridors                                | N/A                                         | 受賞                              | [ 194 ]                           |